# Rhampholeon viridis
Rhampholeon viridis là một loài thằn lằn trong họ Chamaeleonidae. Loài này được Mariaux & Tilbury mô tả khoa học đầu tiên năm 2006.